# Diaea seminola
Diaea seminola es una especie de araña cangrejo del género Diaea, familia Thomisidae. Fue descrita científicamente por Gertsch en 1939.

## Distribución
Esta especie se encuentra en los Estados Unidos.